# Scotopteryx grisescens
Scotopteryx grisescens là một loài bướm đêm trong họ Geometridae.